# Kanton Limoges-1
 Limoges-1 is een kanton van het Franse departement Haute-Vienne. Het kanton maakt deel uit van het arrondissement Limoges.
Het telt 18.924  inwoners in 2018.
Het kanton werd gevormd ingevolge het decreet van 20 februari 2014 met uitwerking op 22 maart 2015.

## Gemeenten
Het kanton omvat enkel een westelijk deel van de gemeente Limoges.